# Centrosema verticillatum
Centrosema verticillatum är en ärtväxtart som beskrevs av George Bentham. Centrosema verticillatum ingår i släktet Centrosema och familjen ärtväxter. Inga underarter finns listade i Catalogue of Life.